# Museo Etnográfico de Grandas de Salime
El Museo Etnográfico de Grandas de Salime es un museo público, de carácter comarcal y cuya titularidad la ostenta la Sociedad Pública de Gestión y Promoción Turística y Cultural del Principado de Asturias, S.A.U. Es una sociedad participada íntegramente por la comunidad autónoma del Principado de Asturias. Su denominación oficial es Museo Etnográfico de Grandas de Salime "Pepe El Ferreiro".
El museo está situado en la localidad asturiana de Grandas de Salime.
La misión del museo es reunir, custodiar, conservar, incrementar, investigar, comunicar y difundir el patrimonio material e inmaterial de carácter etnográfico de la Comunidad del Occidente de Asturias.
Asimismo, busca ser el fiel reflejo del espíritu creativo de las etapas de la vida de cuantas personas nos han precedido a lo largo del tiempo, y todo ello, dirigido a un público amplio y diverso.

## El Museo
El Museo Etnográfico de Grandas ocupa una superficie aproximada de unos 3.150 m², y su colección permanente está compuesta por más de 11.000 objetos, que han sido adquiridos mediante donación, una parte de ellas por los vecinos y vecinas de Grandas de Salime, o mediante compra por parte del Consorcio.
En sus espacios y salas se exhiben objetos de muy diversa naturaleza, que son fuente de información de primera mano sobre la vida rural y preindustrial de la Comunidad del Occidente de Asturias. La mayoría de sus fondos proceden de concejos asturianos, como Grandas de Salime, Pesoz, Santa Eulalia de Oscos, San Martín de Oscos, Allande, Villanueva de Oscos, Siero, Oviedo, etc., pero también de otros lugares de la península ibérica -Galicia, Castilla y León, Cantabria, etc.- o del resto de Europa.
El Museo, como tal, se fundó en 1984 gracias a la iniciativa de  de D. José Mª Naveiras Escanlar (Pepe "El Ferreiro") y a partir de la colección de objetos por él reunidos durante muchos años, mediante convenio con la Consejería de Educación y Cultura del Gobierno del Principado de Asturias y el Ayuntamiento de Grandas de Salime. El Museo etnográfico ha ido creciendo a lo largo de los años hasta convertirse en la institución que es hoy. Comenzó en los bajos del ayuntamiento y en 1989 pasó a su ubicación actual. 
Este Museo es fruto de un amplio número de personas, que con el apoyo de diversas instituciones públicas, han convertido a la entidad en el referente cultural más importante del Occidente de Asturias.

## El contenido museográfico

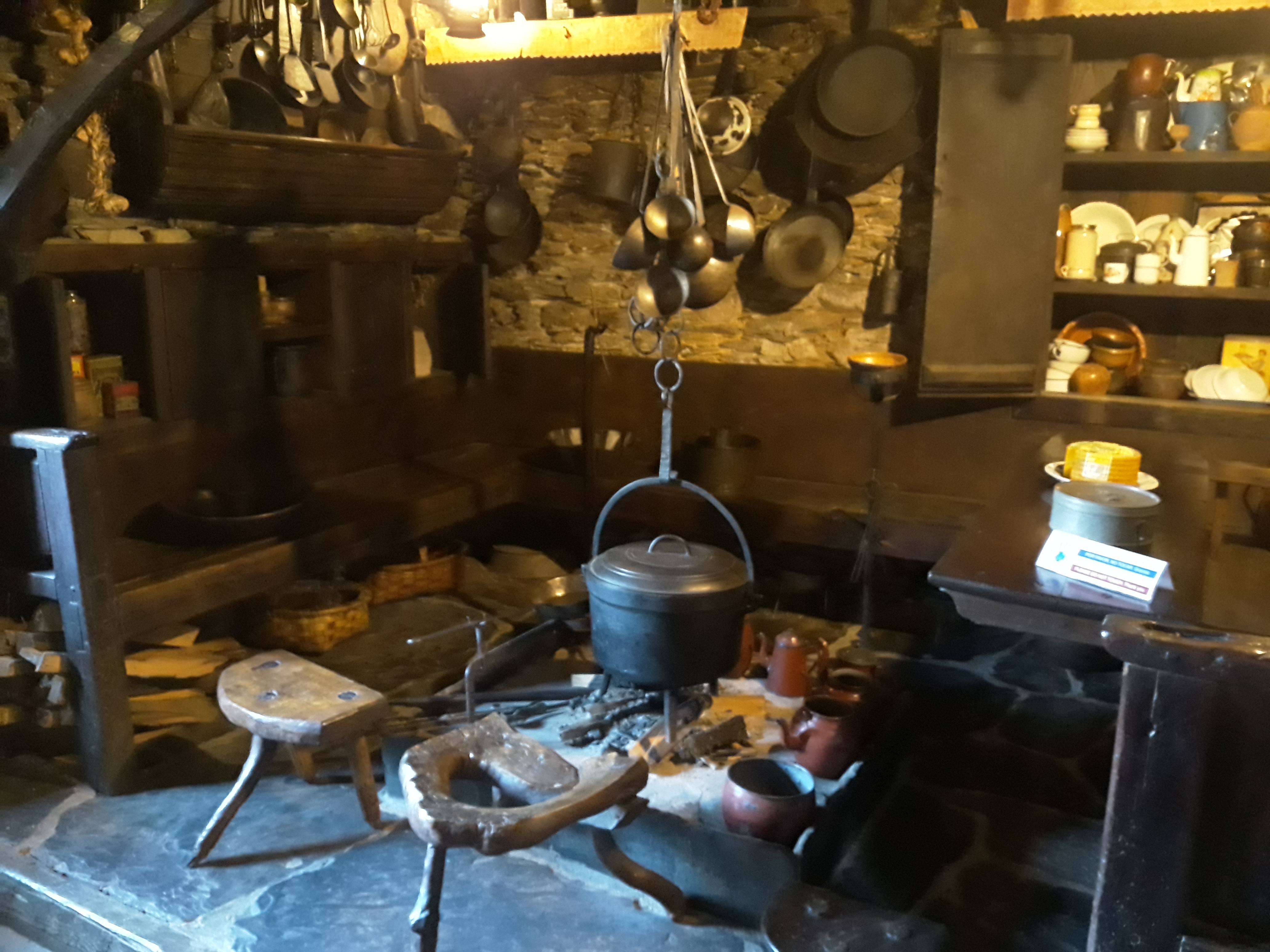
Lareira

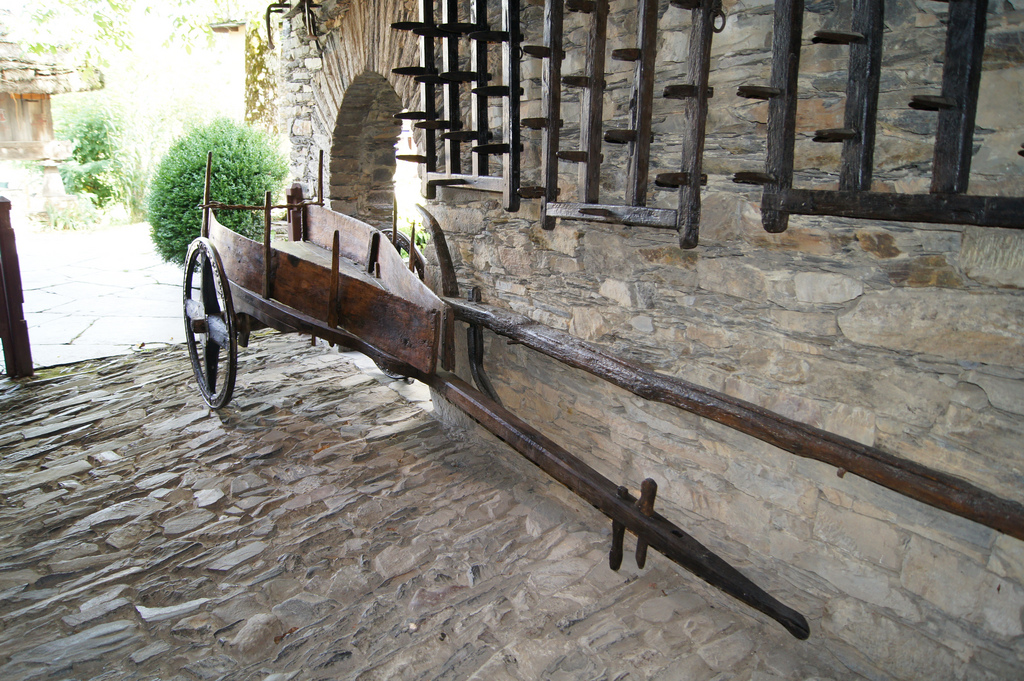
Carro de país o Chillón

El Museo está distribuido en cuatro grandes áreas de contenido y que básicamente se pueden establecer en: 

### Casa Rectoral
La Casa Rectoral es una construcción de 1814 y en su interior se disponen diversas unidades museográficas que muestran al visitante los espacios cotidianos de la vida en una casa rural tradicional, como son:
1. La cocina o lareira, que es el lugar de mayor relevancia de la vivienda y centro de la vida familiar.
2. El cuarto o sala, cuya utilidad se limitaba a todo tipo de actos sociales y dormitorio.
3. La alcoba o cuartín, destinado al matrimonio o los abuelos y lugar donde se guardaba buena parte de las ropas de la casa.

También se recrean otros ambientes en el que se enseñan los objetos propios de las actividades a las que se dedicaban las gentes de la zona, como son:
1. La sala de industria textil, en la que destaca el telar, la escalera donde se puede contemplar una buena colección de yugos (xugos y zapicos, cornos, gaxapos, cañutos o gaetos de madera o asta)
2. El taller del zapatero o zapateiro, con su mesa de trabajo y herramientas.
3. La bodega, donde se encuentra el lagar o prensa para exprimir el bagazo de la uva, una alquitara para obtener el orujo o aguardiente, etc.
4. La cantina o taberna, en la que parroquianos y forasteros podían encontrarse.
5. La sala de la madera, donde se recoge desde el taller del carpinteiro, toneleiro, cesteiro, cuchareiro, etc.
6. La fragua o forxa del ferreiro, cuyo trabajo estaba destinado a proveer de útiles y herramientas para el campo o herrar el ganado.
7. La sala de la tornería, donde se pueden contemplar las piezas que componían la vajilla en madera de las gentes campesinas y los tornos con las que se realizaban.

### Corral

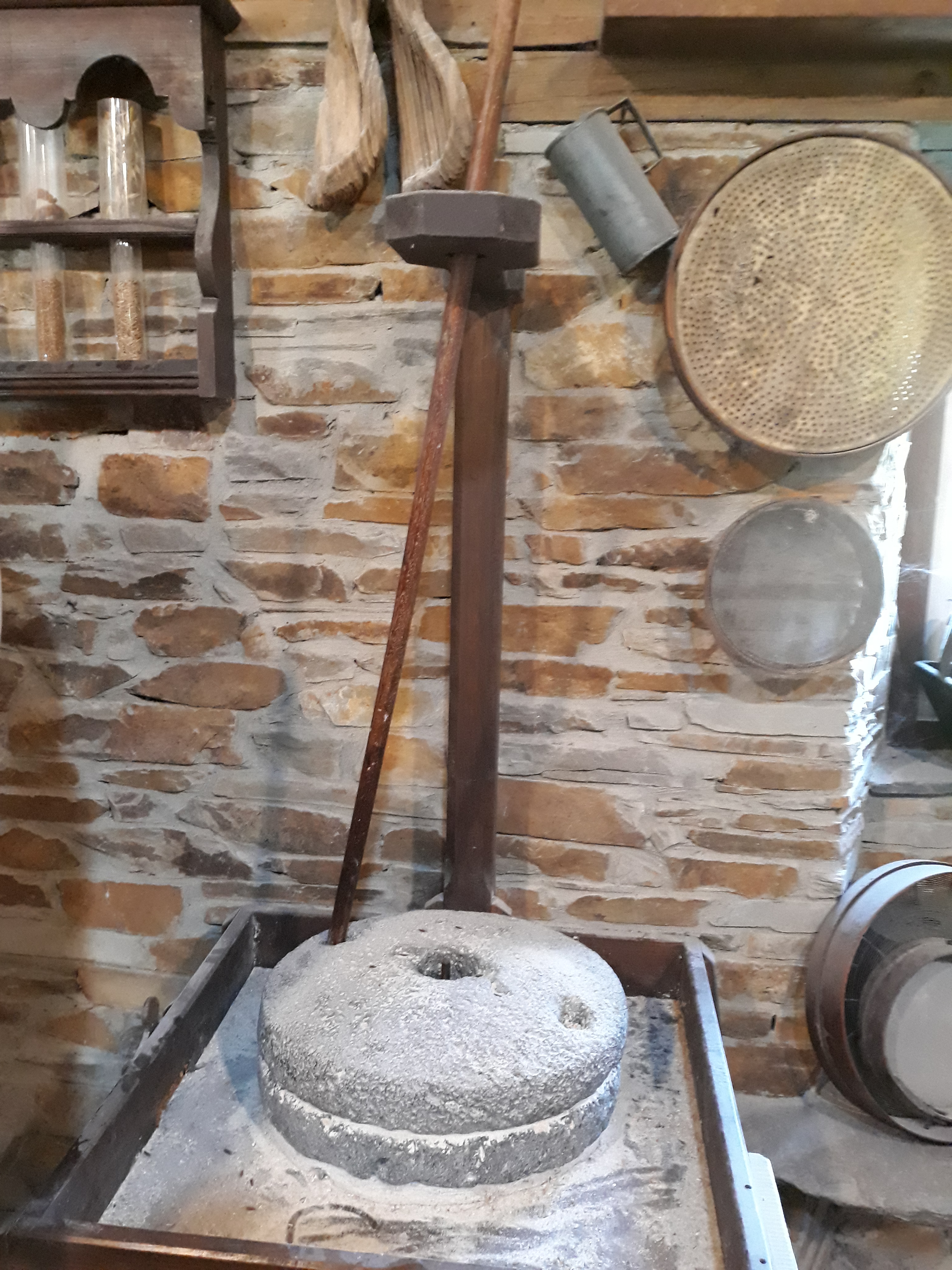
Molino de piedra manual

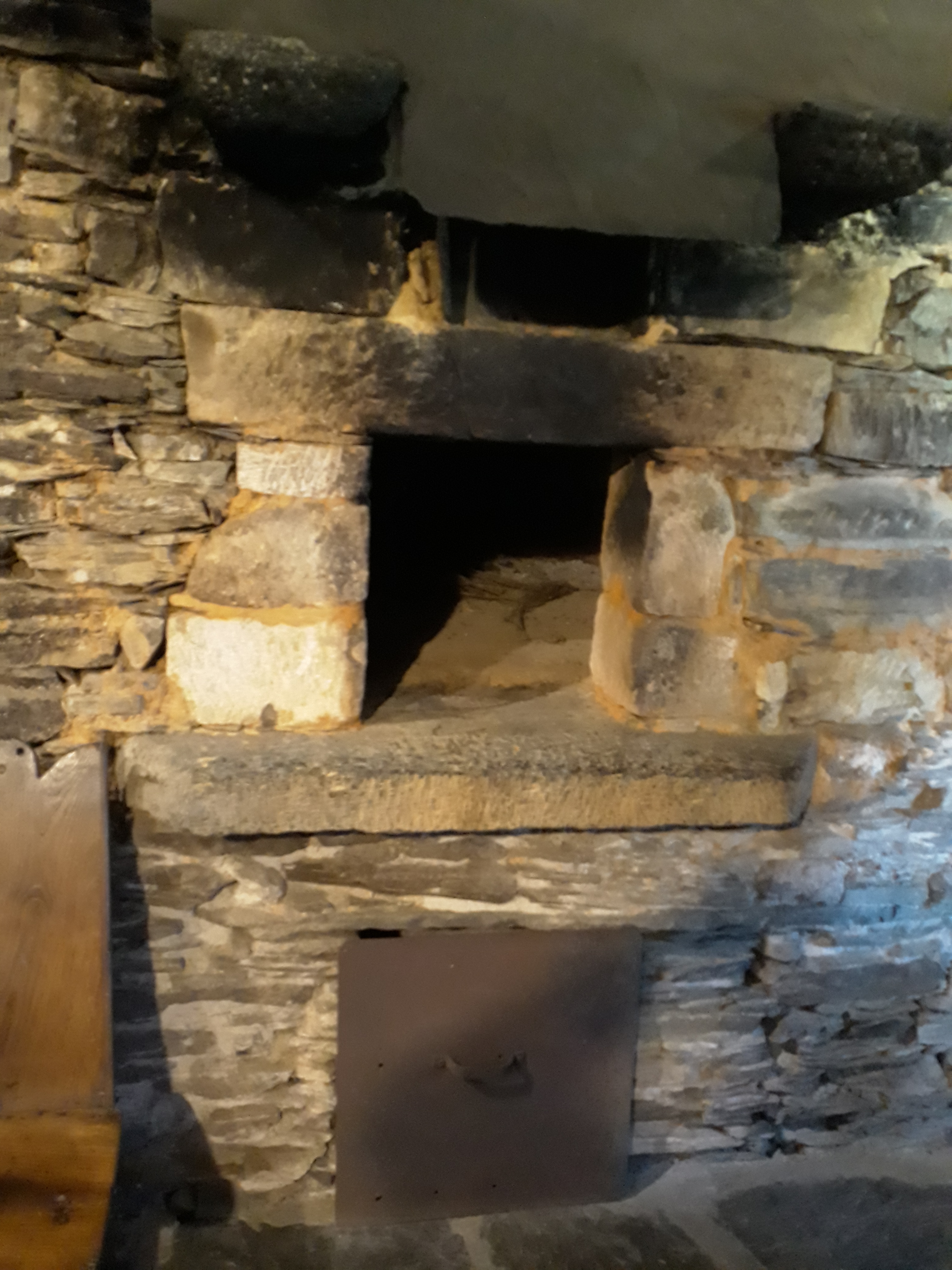
Horno de pan

Al museo se accede precisamente por el corral y este espacio, circunda la casa Rectoral. En él se pueden encontrar una serie de construcciones anejas y que en su momento dieron servicio a la casa. El centro está presidido por un magnífico nogal o noceira, que daba sombra y fruto a los moradores de la casa, y desde este lugar, se puede ver:
1. El hórreo, con cubierta de paja de centeno y que fue construido a partir de una panera (1874).
2. El pozo de agua con escaleras.
3. La panera de finales del siglo XIX (y en cuyo interior se pueden contemplar las grandes arcas o tuñas de guardar el grano).
4. El corredor, que exhibe una colección de carretillas y carretas en la parte baja y molas o ruedas de afilar en la parte alta.
5. El cabanón o cobertizo, donde se encuentra el carro del país que es lo primero que se ve al entrar en el Museo
6. Y el abeirugo o tendejón, con una serie de máquinas para trabajar la madera.

### Casa del molinero
Dos unidades bien definidas en este espacio del Museo:
1. El molino, en cuyo interior se pueden contemplar tres ingenios hidráulicos harineros, procedentes de Baldoria (Siero), Nogueirou (Grandas de Salime) y Collada(Allande). Durante la visita podremos ver, al menos uno de ellos en plena molienda.
En el cabanón exterior podremos ver un molino de rabil para la escanda y diversos rodeznos, alguno de ellos muy peculiar. Antes de llegar a la casa del molinero encontraremos la era o eira, que es el espacio reservado para separar el grano de los cereales de la paja y, por la parte posterior, el cubo o banzao que es el lugar donde se acumula el agua y cuya fuerza será transformada en la energía que moverá los mecanismos del molino.
2. La casa del molinero o molieiro es un espacio polivalente dentro del Museo, ya que en su interior podemos ver exposiciones temporales, aula de acogida para escolares, etc. En la actualidad se muestran tres exposiciones:
- Mantequeras, Mazadeiras u Olas
- Matanza del cerdo
- Café

### A Casoa/ La casona
Este es el último espacio museográfico que se visita y está dedicado fundamentalmente al sector servicios en el mundo rural. El edificio intenta recoger la esencia, en su aspecto formal, de lo que fueron aquellas hermosas casonas de las gentes pudientes o pequeñas noblezas locales.
En su interior, se pueden contemplar:
1. La tienda mixta o colmado de ultramarinos, que era aquel magnífico lugar donde había de todo un poco y donde más que clientes se tenían amigos,
2. La barbería que recrea con fidelidad lo que eran estos locales de acicalamiento personal y donada en su día por D. Arturo Villaverde,
3. La sastrería que en su día fue de D. Antonio Vázquez y que este Museo tiene el orgullo de mostrar.
4. En el zaguán, provisionalmente, una pequeña muestra dedicada a las comunicaciones, (pero esta exposición en breve se moverá a otro espacio).
5. En el primer piso de la Casona, el corredor de la escalera está dedicado a la caza y a la pesca,
6. La consulta del dentista D. Tomás Fernández Linera,
7. El hospitalillo del Salto de Grandas de Salime, señalan la bonanza económica de algunos pueblos y la mejora en la calidad de vida de sus moradores,
8. La sala dedicada al alumbrado recoge la evolución de los sistemas de iluminación desde la llama de una rama de brezo (uz) o garabulla hasta la incandescencia de una bombilla eléctrica,
9. La galería de la apicultura, de gran importancia en el occidente asturiano,
10. La escuela rural, muchas veces unitaria, donde muchos de nuestros vecinos aprendieron las primeras letras y números,
11. La sala de pesos y medidas, donde se recopilan todos aquellos objetos dedicados a este menester y finalmente,
12. La sala de las madreñas, galochas y zocas o la exposición dedicada al calzado de madera de las que el Museo tiene una buena colección.
13. En la planta baja de La Casona y en el último trimestre de 2010, se abrirá al público un nuevo espacio: la cocina. Estas cocinas de casas adineradas supondrán el fin de las lareiras –como la de la casa Rectoral- y el uso de las cocinas económicas de carbón y leña, tan corrientes en las grandes urbes asturianas o cuencas mineras, que con el tiempo llegaron hasta el occidente de Asturias.
14. Así mismo, está previsto que en 2011, se pueda añadir un nuevo espacio: la trastienda, que complementará y dará nuevo contenido al colmado o tienda mixta.

### Entorno dea Casoa/ La Casona
Forman parte del espacio museográfico de La Casona / A Casoa una serie de construcciones anejas al edificio principal como son:
1. El cobertizo de aperos de labranza, donde se guardan todo tipo de maquinaria agrícola y una exposición de ruedas de carro,
2. La capilla que exhibe los elementos del mundo espiritual o de las creencias desde una concepción rural tradicional y a través de los distintos ciclos de la vida,
3. El cabazo, cuyo uso estaba destinado a granero, especialmente del maíz (apertura prevista al público en el segundo semestre de 2010),
4. La fábrica de gaseosas y sifones, dedicada a la producción de esta bebida refrescante, y cuya apertura al público se espera para mediados de 2010 (precisamente en Grandas de Salime se produjo la marca La Grandalesa),
5. El horno de pan (sin fecha de apertura prevista).

### Exteriores del Museo
Dos pequeñas construcciones fuera del recinto del Museo, pero bien visibles desde éste:
1. El cortín es una construcción usada para proteger las colmenas del ataque de los osos, del fuego o de los robos y tan característico del occidente asturiano,
2. El palomar de planta circular, si bien no son muy comunes en Asturias, su presencia puede ser entendida por la bonanza económica de algunas casas como elemento de reconocimiento y prestigio social.